# 上島建吉
上島 建吉（かみじま けんきち、1931年9月11日 - 2015年7月2日）は、英文学者。
東京生まれ。東京都立大森高等学校卒、1954年東京大学教養学部イギリス科卒、同大学院人文科学研究科英文学博士課程満期退学。武蔵大学講師、1962年東大教養学部助教授、81年教授。92年定年退官、名誉教授、岐阜女子大学教授。2002年退職。英国ロマン主義が専門。

## 著書
- 『虚空の開拓 イギリス・ロマン主義の軌跡』研究社出版 1974

### 翻訳
- ミオドラーク・プラトーヴィッチ『赤いおんどり』白水社 1966
- 『ヘンリー・ジェイムズ短編選集 第2巻 (芸術と芸術家)』行方昭夫共訳 音羽書房 1969
- オスカー・ルイス『ラ・ビーダ プエルト・リコの一家族の物語』全3巻 行方昭夫共訳 みすず書房 1970-71
- A.クレイバラー『グロテスクの系譜 英文学的考察』河野徹,佐野雅彦共訳 法政大学出版局 りぶらりあ選書 1971
- L.R.ファースト『ロマン主義』研究社出版 文学批評ゼミナール 1971
- マーティン・ガードナー『SFパズル』紀伊国屋書店 1982
- 『ヘンリー・ジェイムズ作品集 6「過去の感覚」国書刊行会 1985
- 『イギリス詩人選 7 対訳コウルリッジ詩集』編 岩波文庫 2002

## 論文
- Cinii